# 科莱斯
科莱斯，是西班牙加利西亚自治区奥伦塞省的一个市镇。总面积38平方公里，总人口3171人（2001年），人口密度83人/平方公里。